# Adam Heinrich von Witzleben
Adam Heinrich von Witzleben (* 6. April 1673 in Belzig; † 1751) war Kommandant der Burg Gutenfels, Obristwachtmeister von Kaub und Erbauer des dortigen Mainzer Domhofs. Er stammte aus dem Thüringer Uradelsgeschlecht von Witzleben, hinterließ jedoch keine Kinder.

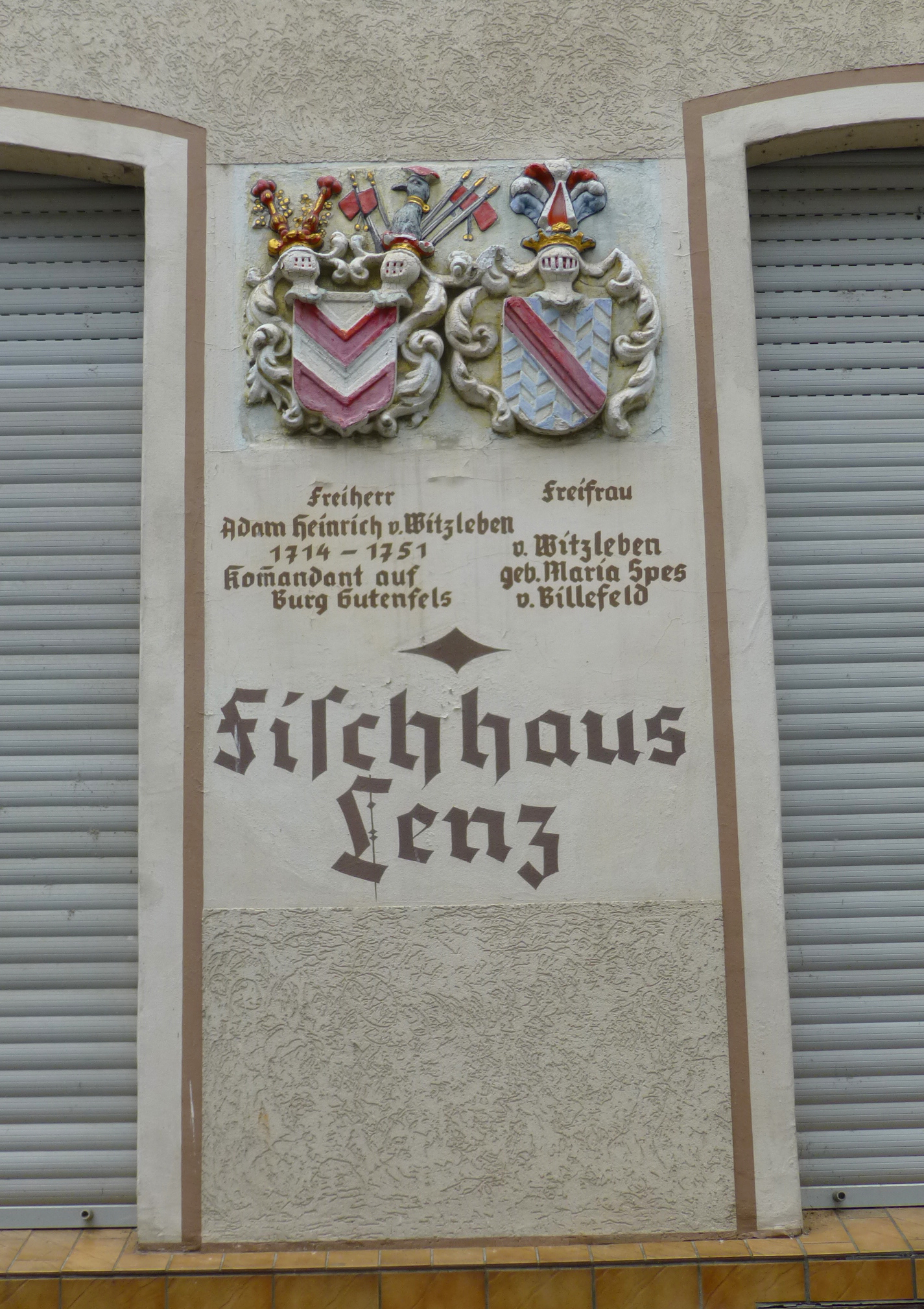
Kommandant der Burg Gutenfels 1714–1751, Haus in Kaub